# Ilovlinsky (huyện)
Huyện Ilovlinsky (tiếng Nga: ? райо́н) là một huyện hành chính tự quản (raion), của Tỉnh Volgograd, Nga. Huyện có diện tích 4154 kilômét vuông, dân số thời điểm ngày 1 tháng 1 năm 2000 là 35600 người. Trung tâm của huyện đóng ở Ilovl'ya.